# Ean Evans
Donald "Ean" Wayne Evans (Atlanta, Georgia, 16. rujna 1960. – Columbus, Mississippi, 6. svibnja 2009.) bio je basist sastava Lynyrd Skynyrd od 2001. do svoje smrti. Na mjestu basista je naslijedio Leon Wilkesona. Umro je 6. svibnja 2009. godine od raka. Njegovo mjesto u sastavu popunio je Robert Kearns.

## Vanjske poveznice
- Stranice sastava Lynyrd Skynyrd